# Valeri Jarlamov
Valeri Borísovich Jarlámov (en ruso: Вале́рий Бори́сович Харла́мов, AFI: [vɐˈlʲerʲɪj bɐˈrʲisəvʲɪtɕ xɐrˈɫaməf]; 14 de enero de 1948- 27 de agosto de 1981) fue un jugador de hockey sobre hielo de la Unión Soviética y del equipo HC CSKA Moscú durante la década de los años 1970. Aunque medía 1,73 m de estatura, Jarlámov destacaba por ser rápido, inteligente, hábil y anotador. Está considerado como uno de los mejores jugadores de su época, así como uno de los mejores jugadores de todos los tiempos.
Valeri, que ocupaba la demarcación de ala derecha, marcó 491 goles en 681 partidos disputados entre la selección y su club. Jugó 436 partidos, con 293 anotaciones y 214 asistencias en su equipo. Desde 1968 hasta su muerte en 1981 fue una de las grandes estrellas tanto de la selección soviética, ocho veces campeón del mundo, como del CSKA Moscú, donde consiguió once campeonatos soviéticos. Fue nombrado como el jugador más valioso y máximo anotador del campeonato soviético de 1972, y jugador más valioso en el campeonato de 1973. 
En los campeonatos internacionales, estuvo en once campeonatos mundiales, ganando 8 medallas de oro, 2 de plata y 1 de bronce. Campeón en los Juegos Olímpicos de Sapporo de 1972, Juegos Olímpicos de Innsbruck 1976 y subcampeón de los Juegos Olímpicos de Lake Placid 1980, ganando dos medallas de oro y una de plata, y participó en los ocho partidos de la Summit Series de 1972 contra los mejores jugadores de Canadá. Pasó la mayor parte de su carrera jugando en línea con Vladímir Petrov y Boris Mijáilov, este trío es considerado uno de los mejores en la historia del hockey. Durante los campeonatos mundiales anotó 159 puntos en 105 partidos, siendo uno de los mayores anotadores de la historia.
Después de su muerte, fue elegido para formar parte del IIHF Hall of Fame, el Hockey Hall of Fame, condecorado como Maestro de Deportes de la Unión Soviética y fue seleccionado como uno de los delanteros de la IIHF Centennial All-Star Team. El Trofeo Jarlámov se entrega anualmente al mejor jugador de hockey ruso de la National Hockey League, elegido por sus compañeros. La Copa Jarlámov se presenta al campeón de los playoffs de la Junior Hockey League, y la Liga Continental de Hockey nombró a una de sus cuatro divisiones en su honor.

## Biografía

### Infancia
Su madre, Carmen Orive Abad y conocida como Begoña o Begoñita (Бегонита), era de Bilbao, España. Durante la guerra civil española, formó parte de los 1495 niños conocidos como niños de Rusia, evacuados de la Segunda República Española a la Unión Soviética poco antes de la llegada de las tropas rebeldes de Francisco Franco. Su madre fue evacuada en el mismo barco, vapor Habana (13 de junio de 1937) que Clara Aguirregabiria, madre del futuro jugador de baloncesto hispano-ruso José Biriukov.

"Durante mucho tiempo perdió contacto con los parientes españoles. Begoñita huyó de España a la URSS porque que su padre republicano fue perseguido por los franquistas, incluso ella estuvo en la cárcel.
Borís Jarlámov

Tras nueve días de trayecto el barco llegó al puerto de Leningrado y Begoña fue enviada a Moscú, donde se crio en una familia rusa. Años después en una sala de fiestas de Moscú conoció a Borís Jarlámov, un mecánico en una fábrica, con quien se casó y los cuales tendrían dos hijos, Valeri y Tatiana. Los padres, una pareja bastante humilde, eligieron su nombre en honor a Valeri Chkálov, legendario aviador del Ejército Rojo. Después de la guerra, la URSS y la dictadura de Franco permitieron que muchos de los niños de Rusia pudieran regresar al país y Jarlámov visitó el país. Sin embargo, Valeri o también llamado cariñosamente Sasha, debido a la herencia de su madre sería apodado «El español» a lo largo de su carrera.

### Inicios en el CSKA de Moscú
Se unió a la selección absoluta para la temporada 1967-68 y debutó con el CSKA el 22 de octubre de 1967 contra el HC Sibir. Sin embargo, Anatoli Tarasov, el entrenador del equipo, sintió que Jarlámov aún no estaba físicamente preparado, así que después fue enviado al equipo juvenil Zvezda Chebarkul, que jugaba en la tercera división. Lideraría al equipo en anotaciones con 34 goles en 32 partidos. La temporada siguiente, regresó al CSKA a tiempo completo. En 42 partidos anotó 37 goles y dio 12 asistencias y terminó tercero en la liga en anotaciones con 49 puntos; Fue durante un partido en octubre de 1968 que lo pusieron por primera vez en una línea con Vladímir Petrov y Boris Mijáilov; Los tres jugarían juntos durante los próximos años tanto con el CSKA como el la selección nacional, formando una de los más famosas líneas de tres jugadores en la historia del hockey. Anotó 33 goles más en la liga 1969-1970 donde el CSKA ganó el campeonato y finalizó quinto en la clasificación de mejores anotadores con 43 punto. En la siguiente temporada, donde el CSKA repitió como campeón, lideró la liga en anotaciones por primera vez con 40 puntos y terminó segundo en la general con 52.

### Juegos Olímpicos de Sapporo y el torneo Summit Series (1972)
Los Juegos Olímpicos se separan por primera vez de los Campeonatos del Mundo, celebrándose estos unos meses después. En los Juegos Olímpicos de Sapporo 1972, Valeri destaca con quince puntos en solo cinco partidos. El técnico soviético Anatoly Tarasov se ha arriesgado esta temporada al dividir la línea formada por Jarlámov-Petrov-Mijáilov. Quería volver a implantar su revolucionario sistema de juego, ya probado en los Juegos Olímpicos de Grenoble 1968. Consistía en crear un bloqueo con un defensor (Aleksandr Ragulin), dos medios centros (Guennadi Tsygankov y Vladímir Vikulov) y dos atacantes (Valeri Jarlámov y Anatoli Firsov). En ataque, el juego se divide en dos zonas de influencia horizontalmente, en lugar de tres, lo que significa que cada jugador tiene más espacio para moverse, con el apoyo permanente del medio central en la segunda línea para ayudar a crear peligro. Este espacio adicional para moverse es perfectamente aprovechado por Valeri Jarlámov que está en su mejor momento.
El equipo soviético llega a la final contra Estados Unidos en un ambiente hostil por el contexto de la Guerra Fría y el simbolismo del enfrentamiento entre los soviéticos y los estadounidenses. Gana la Unión Soviética y Valeri Jarlámov es el máximo anotador con 16 puntos, cinco más que el siguiente anotador.
Canadá, con una de las ligas profesionales más competitivas y considerado el inventor del juego, no está presente en los juegos olímpicos desde 1970 porque se prohíbe la participación de sus jugadores profesionales de la NHL, además el gobierno de Pierre Trudeau quiere mejorar sus relaciones con la URSS. Por otro lado, para participar en los campeonatos olímpicos, la Unión Soviética burla la prohibición al poner sus jugadores como no profesionales, ya que formalmente son miembros del ejército y. aunque habían conseguido ganar medallas, no se les consideraba favoritos por los medios occidentales. Sin embargo, tendrán la oportunidad de enfrentarse en el histórico torneo a ocho partidos llamado Summit Series en 1972.

Monumento a Valeri Jarlámov en Moscú.

Durante los ocho partidos - los cuatro primeros en Canadá y los cuatro últimos en la URSS- que enfrentaron a la selección soviética contra el mejor equipo de jugadores de la liga NHL, Valeri fue uno de los jugadores más destacados. Los canadienses esperaban una fácil victoria y se veían como favoritos ganando todos los partidos o en el peor de los casos perdiendo un partido de todo el torneo. Sin embargo en el primer partido el 2 de septiembre, ante 18800 espectadores y con el primer ministro canadiense Pierre Trudeau, se vieron sorprendidos y desbordados ante la agilidad, rapidez y capacidad de Valeri. Aun empezando Canadá con dos anotaciones por delante, el equipo soviético no solo no se desmoronó sino que cambió el partido. Valeri Jarlámov con dos anotaciones, lideró su equipo a la victoria, con un marcador final de URSS 7 - Canadá 3. Los periódicos abrieron con la portada de la derrota inesperada frente al equipo soviético.
La serie de ocho partidos fue muy competitiva e incluso alcanzó momentos agresivos por la feroz competencia. En el sexto partido, el jugador canadiense Bobby Clarke paró de manera violenta a Valeri Jarlámov, de tal forma que fracturó uno de los tobillos y no pudo continuar jugando el partido, ni pudo jugar los dos últimos partidos.

### Tour del CSKA en Norteamérica y Juegos Olímpicos de Innsbruck (1976)
En 1976, tras una exhibición del CSKA jugando partidos contra equipos de la NHL por Norteamérica, los principales equipos canadienses y estadounidenses intentaron ficharlo. Se convirtió en el primer deportista soviético en recibir una oferta en firme para unirse a una liga profesional estadounidense: 1,2 millones de dólares anuales por firmar con los Philadelphia Flyers de la National Hockey League (NHL). Sin embargo rechazó abandonar la Unión Soviética, ya que no tenía permitido abandonar el país. Durante uno de los partidos, el canadiense Ed Van Impe lo lesionó de manera violenta al verse superado por Jarlámov, acto de impotencia visto como deshonroso por la afición canadiense. Después de la acción antideportiva, el equipo soviético se retiró del partido. Ese mismo año sufrió un accidente de coche que le causó daños en ambos tobillos, lo que le impidió participar en la inauguración del torneo de hockey de la Copa de Canadá.
En los Juegos Olímpicos de Innsbruck, Jarlámov junto a su equipo volvió a conseguir la medalla de oro contra el equipo de Checoslovaquia con un marcador de 4-3, marcando en el minuto 56 el cuarto tanto Jarlámov asistido por Petrov. De esta forma el equipo soviético logra su cuarto éxito olímpico consecutivo, un récord.

### Muerte
En diciembre de 1980, no había podido competir debido a unas lesiones. En 1981 no fue seleccionado para el segundo torneo de la Copa de Canadá por el entrenador Tíjonov, ya que quería incorporar jugadores más jóvenes. 
Mientras su equipo se preparaba para jugar, Valeri Jarlámov falleció a los 33 años en un accidente en su automóvil Volga junto a su esposa Irina Jarlámova, quien conducía y perdió el control en una carretera a las afueras de Moscú, colisionando con un camión que venía en sentido opuesto, en la autopista Moscú-San Petersburgo, cerca de Solnechnogorsk.
Los medios de comunicación de Canadá dieron a conocer la muerte de Valeri bastantes horas antes de que se difundiera a los ciudadanos soviéticos, donde fue elogiado como uno de los mejores jugadores mundiales de hockey.

## Legado
- El número 17 del equipo de hockey del CSKA de Moscú y de la selección internacional rusa, no se puede volver a usar, está reservado en honor a Valeri.[13] En honor a Jarlámov, dos de los mejores jugadores rusos de los últimos años, el jugador ruso Evgeni Malkin del equipo Pittsburgh Penguins de la NHL, y el jugador Ilyá Kovalchuk del SKA San Petersburgo, tienen la camiseta número 71 (17 al revés) y 17 respectivamente, en honor a Jarlámov.Memorial a Jarlámov en el lugar de su muerte.

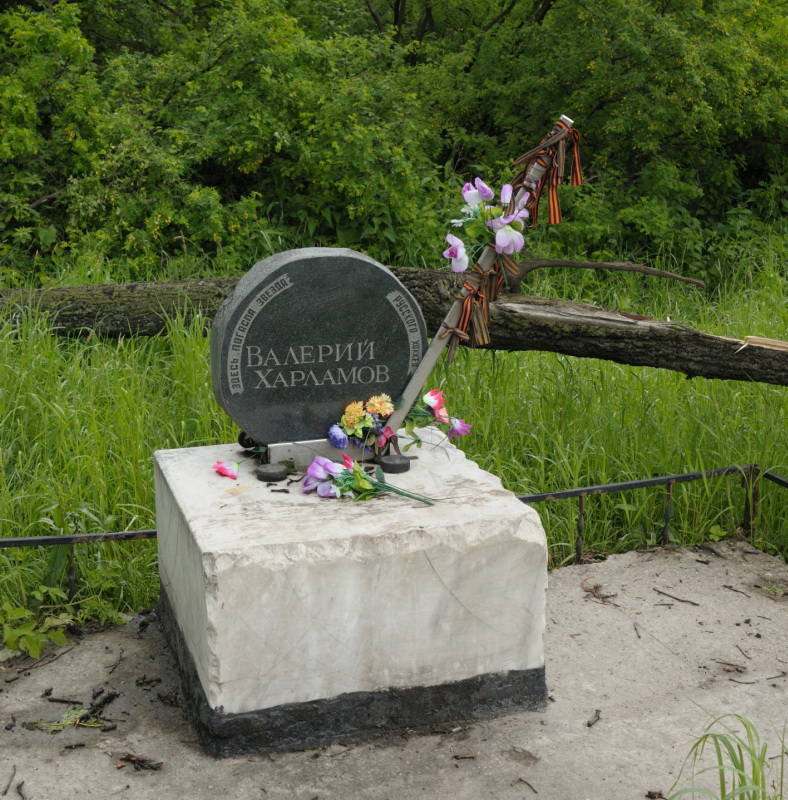
Memorial a Jarlámov en el lugar de su muerte.

- El hijo de Valeri, Alexánder, también ha sido un destacado jugador internacional en Rusia y Estados Unidos, donde incluso fue elegido en el draft de la NHL de 1994.
- En 2005 fue incluido póstumamente en el Hockey Hall of Fame de Toronto, siendo el segundo soviético que lo consigue tras Vladislav Tretiak.[14]
- En 2008 la Federación Internacional en una gala en Quebec lo eligió como uno de los integrantes del llamado «Equipo del Centenario» (IIHF Centennial All-Star Team), una selección hecha por 56 expertos de 16 países y donde están los seis mejores jugadores de la historia junto a Vladislav Tretiak, Viacheslav Fetísov, Serguéi Makárov, Borje Salming y Wayne Gretzky.[3]
- En 2013 se presentó una película biográfica con la película Leyenda 17, dirigida por Nikolái Lébedev, ha contado con unos 10 millones de dólares de presupuesto y donde Valeri es interpretado por Danila Kozlovski.[15]
- En 2017 el gobierno municipal de Moscú descubrió un monumento a Valeri Jarlámov del escultor Aleksandr Rukavíshnikov en el Paseo de la Fama del complejo olímpico «Luzhnikí» .[16]

## Palmarés
- Dos oros olímpicos (Sapporo 1972 e Insbruck 1976) y una plata (Lake Placid 1980)
- Ocho veces campeón del mundo (1969, 70, 71, 73, 74, 75, 78 y 79), dos veces subcampeón (1972 y 76) y un tercer clasificado (1977)
- Once ligas de la URSS con el CSKA de Moscú